# Tidarren scenicum
Tidarren scenicum là một loài nhện trong họ Theridiidae.
Loài này thuộc chi Tidarren. Tidarren scenicum được Tord Tamerlan Teodor Thorell miêu tả năm 1899.